# Vas(II)-hidroxid
A vas(II)-hidroxid egy vegyület, ami akkor jön létre, amikor vas(II)-ionok egy vas(II)-szulfáthoz hasonló vegyületből hidroxidionokkal reagálnak. Maga a vas(II)-hidroxid gyakorlatilag fehér, de már oxigénnyomok is zöldes árnyalatot kölcsönöznek neki. Ha az oldat nincs oxigénmentesítve és a vas oxidálódott, akkor a csapadék színe a vas(III)-tartalomtól függően zöldtől egészen vörösesbarna árnyalatig is változhat. Ezt a csapadékot „zöld rozsdának” is nevezik, kristályrácsában a vas(II)-ionok könnyen helyettesítődnek vas(III)-ionokkal, melyek a folyamatos oxidáció hatására keletkeznek. Oxigén jelenlétében a szín gyorsan változik. A zöld rozsda erős redukálószer és egy réteges dupla hidroxid (LDH) képes anionok abszorbálására a felszínén hordozott pozitív elektromos töltések jelenléte miatt. A zöld rozsda mineralogikai formája egy nemrég felfedezett fogerit. A zöld rozsda összes formája az ideális vas(II)-hidroxid vegyülettel nem keveredik, mivel szerkezetük bonyolultabb és változékonyabb. A vas(II)-hidroxid ötvözet természetes hasonmása egy nagyon ritka ásvány, az amakinit, (Fe,Mg)(OH)2.
A vas(II)-hidroxid alig oldható (1,43·10−3 g/l). A vas(II)-szulfát és hidroxidionok reakciójából így csapódik ki(egy oldható vegyületből, amiben hidroxidion van):
FeSO4 + 2 OH− → Fe(OH)2 + SO42−
Könnyen alakul más reakciók nemkívánatos melléktermékeként is, például a sziderit szintézise közben, egy vas-karbonát(FeCO3), ha a kristálynövekedés feltételei alig szabályozott (reagens-koncentrációk, összeadás mértéke, összeadás sorrendje, pH, pCO2, T, érlelési idő, ...).